# Bienno
Bienno is een gemeente in de Italiaanse provincie Brescia (regio Lombardije) en telt 3629 inwoners (31-12-2004). De oppervlakte bedraagt 31,0 km², de bevolkingsdichtheid is 117 inwoners per km².

## Demografie
Bienno telt ongeveer 1323 huishoudens. Het aantal inwoners daalde in de periode 1991-2001 met 0,2% volgens cijfers uit de tienjaarlijkse volkstellingen van ISTAT.
| Jaar | Inwoneraantal |
| ---- | ------------- |
| 1991 | 3517          |
| 2001 | 3510          |

## Geografie
De gemeente ligt op ongeveer 445 m boven zeeniveau.
Bienno grenst aan de volgende gemeenten: Bagolino, Berzo Inferiore, Bovegno, Breno, Cividate Camuno, Collio, Prestine.

## Externe link

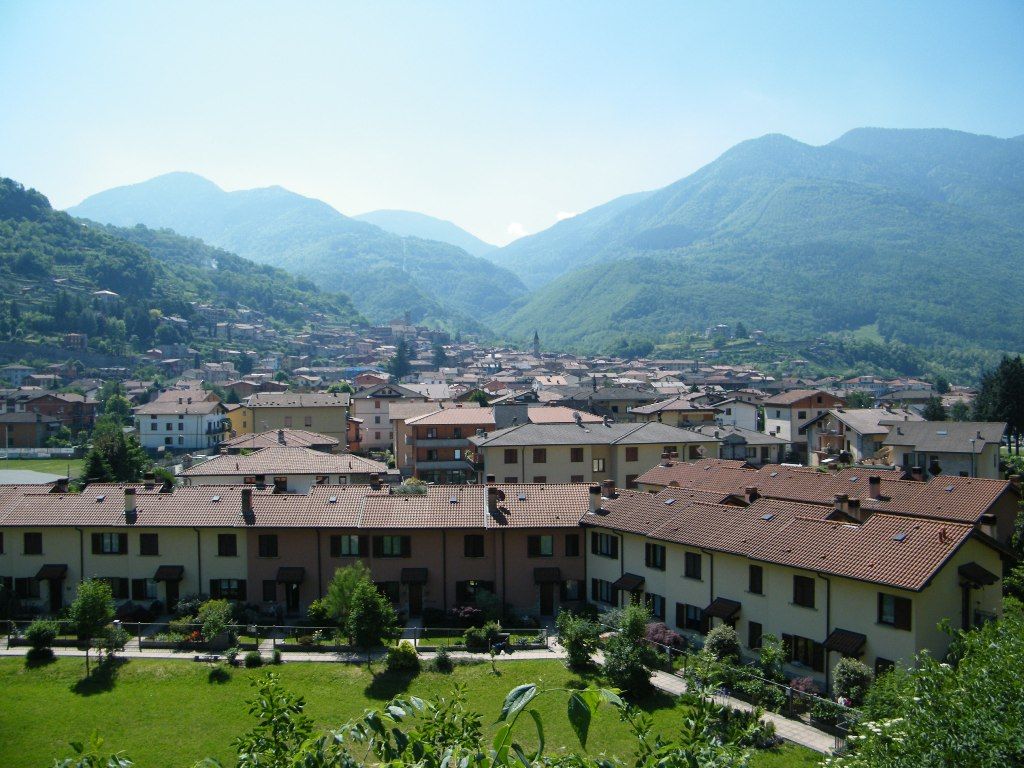
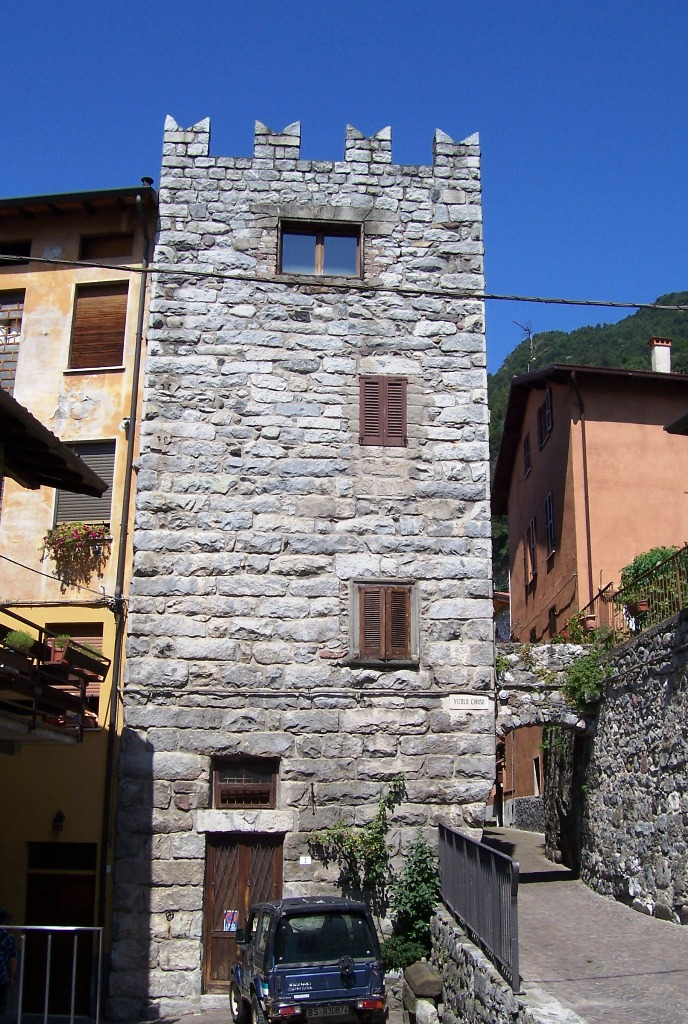
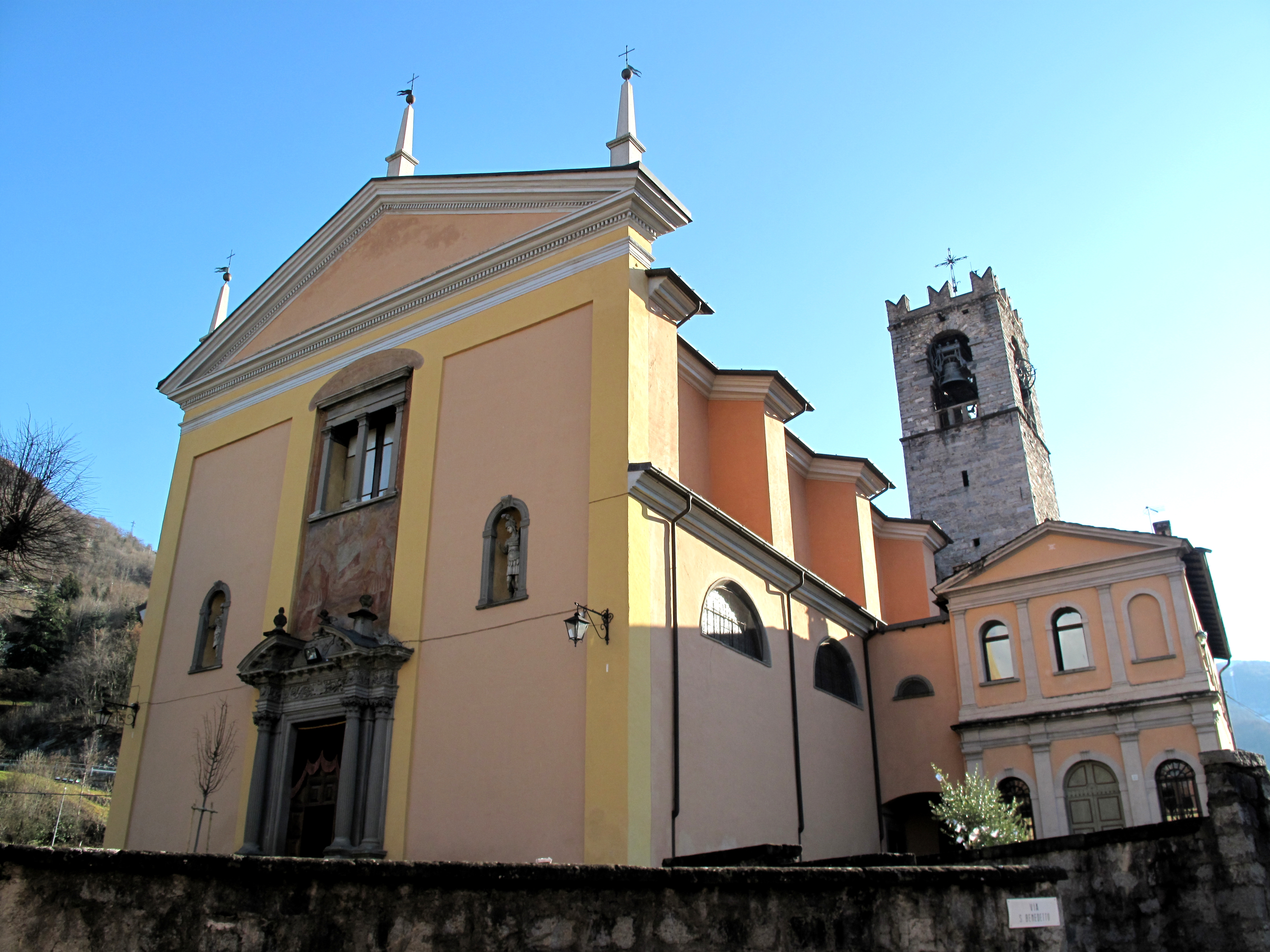
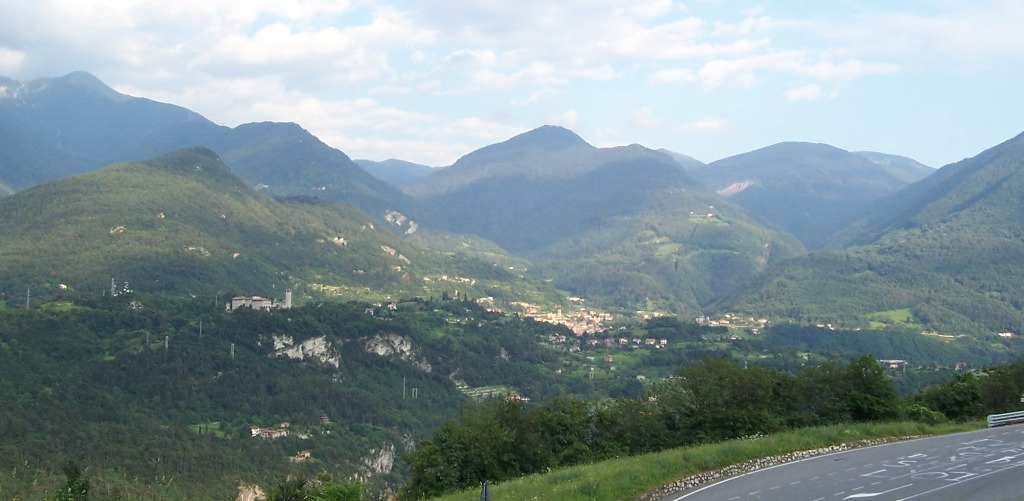
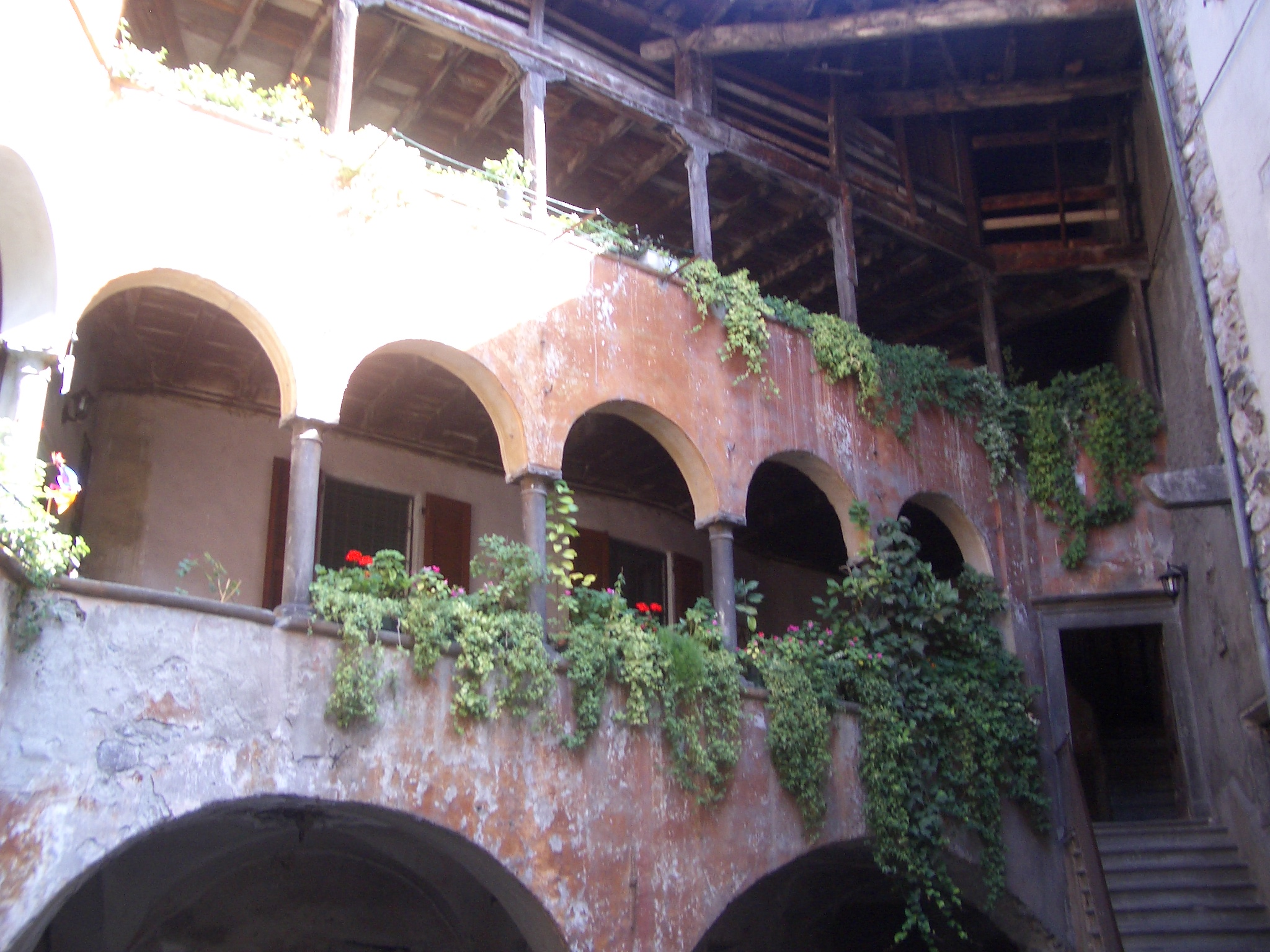
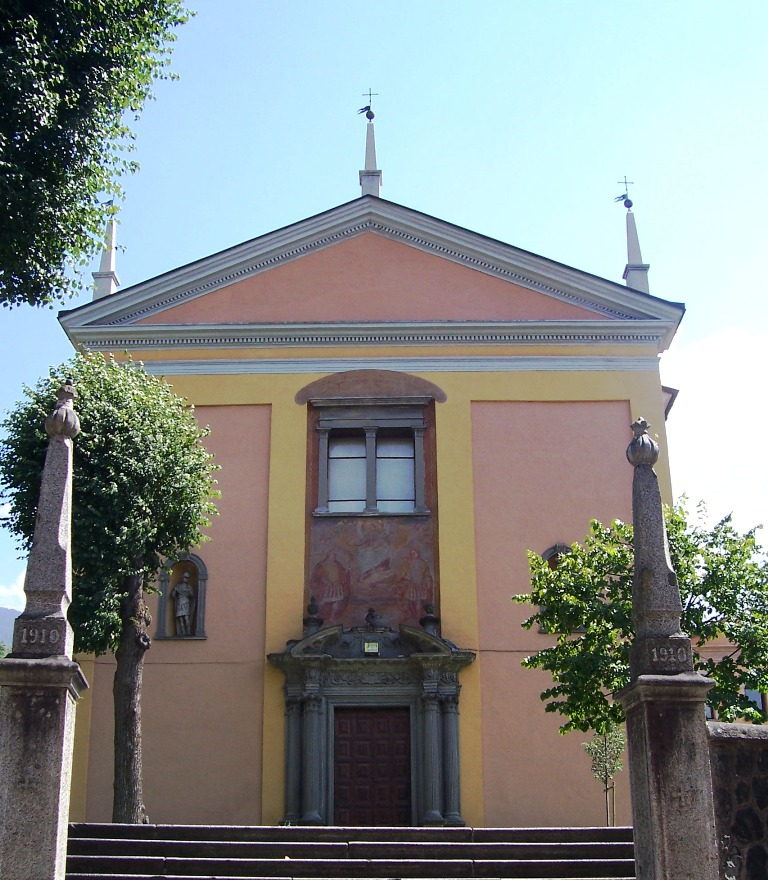
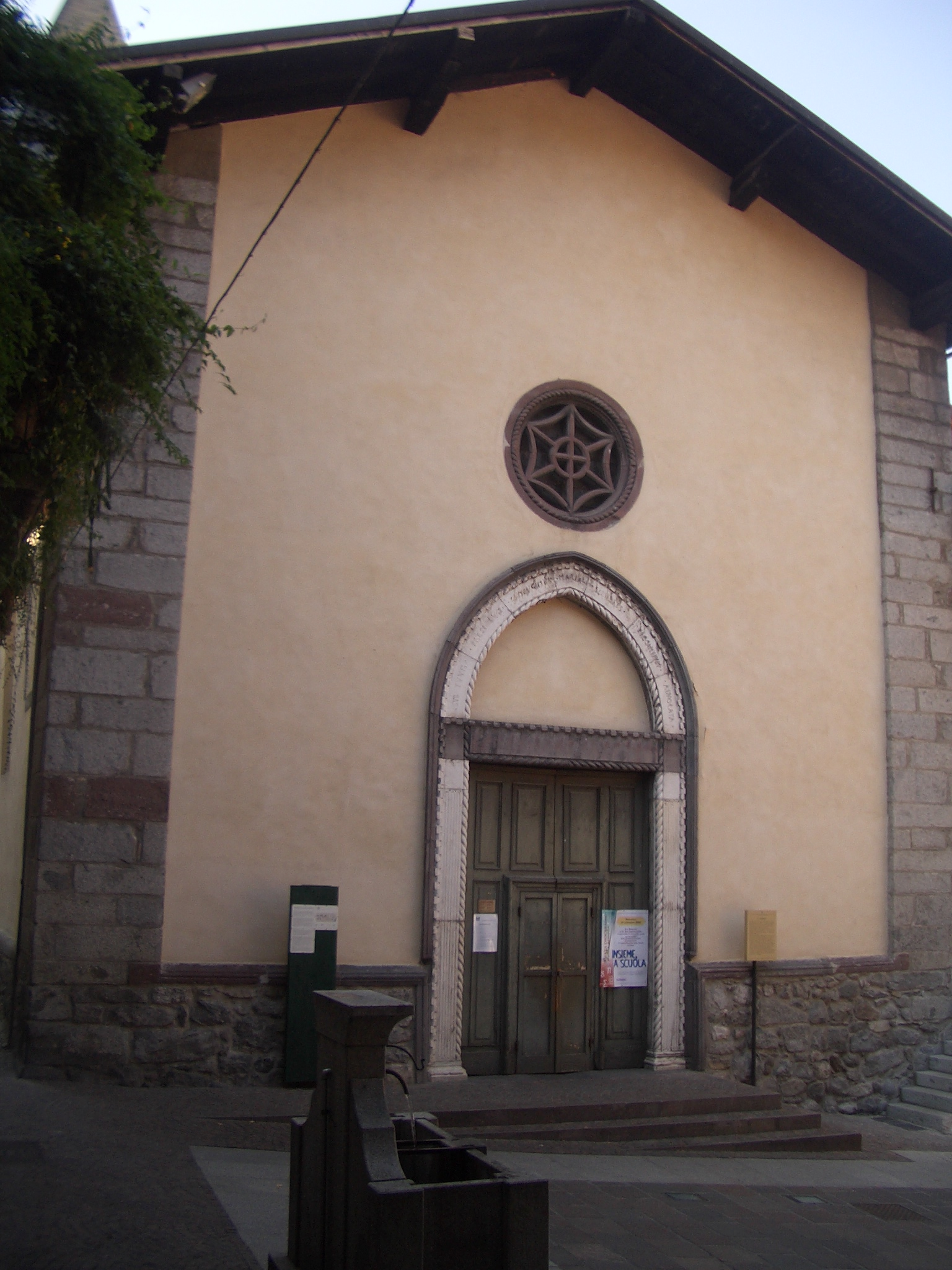